# Faraió d’Aubarca
Faraió d’Aubarca (hoch-katalanisch Faralló d’Albarca, „Klippe von Aubarca“), auch Faraió de Ferrutx, ist eine kleine Felseninsel vor der Nordostküste der spanischen Baleareninsel Mallorca. Verwaltungsmäßig gehört sie zum Gemeindegebiet von Artà.
Faraió d’Aubarca liegt 640 Meter vor der Küste Mallorcas am Morro d’Aubarca, einem Felsen-Kap zwischen dem Cap de Ferrutx im Nordwesten und dem südöstlichen Cap des Freu. Bis auf wenige niedere Pflanzen ist die Klippe vegetationslos. Das Felseneiland ist 23 Meter hoch und damit für die Schifffahrt am Tage gut sichtbar. Die Tiefe des Kanals zur Hauptinsel von Mallorca beträgt bis zu 20 Meter, in einer Entfernung von 25 Meter um Faraió d’Aubarca beträgt die Meerestiefe 3 bis 6 Meter.
Gegenüber der Felseninsel steht auf einer Höhe von 67 Metern der ehemalige Wehrturm Torre des Matzoc (auch Torre d’Aubarca), der das unbesiedelte Küstengebiet beherrscht. Aubarca, oder auch Albarca, ist der Name eines Landgutes, nach dem dieses Gebiet der Gemeinde Artà benannt ist und das sich heute in öffentlichem Besitz befindet. Der Name stammt von einem hier vormals bestehenden arabischen Gut namens Barcat Lucat ab, wobei „barcat“ so viel wie „Flussufer“ bedeutet.